# Troy (Carolina del Nord)
Troy és una població dels Estats Units i seu del comtat de Montgomery a l'estat de Carolina del Nord. Segons el cens del 2010 tenia 3.189 habitants.

## Demografia
Segons el cens del 2000, Troy tenia 3.430 habitants, 1.108 habitatges i 710 famílies. La densitat de població era de 445,9 habitants per km².
Dels 1.108 habitatges en un 30,1% hi vivien nens de menys de 18 anys, en un 38,4% hi vivien parelles casades, en un 21% dones solteres, i en un 35,9% no eren unitats familiars. En el 33,6% dels habitatges hi vivien persones soles el 17,8% de les quals corresponia a persones de 65 anys o més que vivien soles. El nombre mitjà de persones vivint en cada habitatge era de 2,35 i el nombre mitjà de persones que vivien en cada família era de 2,97.
Per edats la població es repartia de la següent manera: un 21,6% tenia menys de 18 anys, un 11,1% entre 18 i 24, un 35% entre 25 i 44, un 16,9% de 45 a 60 i un 15,4% 65 anys o més.
L'edat mediana era de 34 anys. Per cada 100 dones de 18 o més anys hi havia 140,4 homes.
La renda mediana per habitatge era de 22.933 $ i la renda mediana per família de 33.984 $. Els homes tenien una renda mediana de 29.500 $ mentre que les dones 19.861 $. La renda per capita de la població era d'11.420 $. Entorn del 20,9% de les famílies i el 24,8% de la població estaven per davall del llindar de pobresa.

## Poblacions més properes
El següent diagrama mostra les poblacions més properes.